# Rüspel

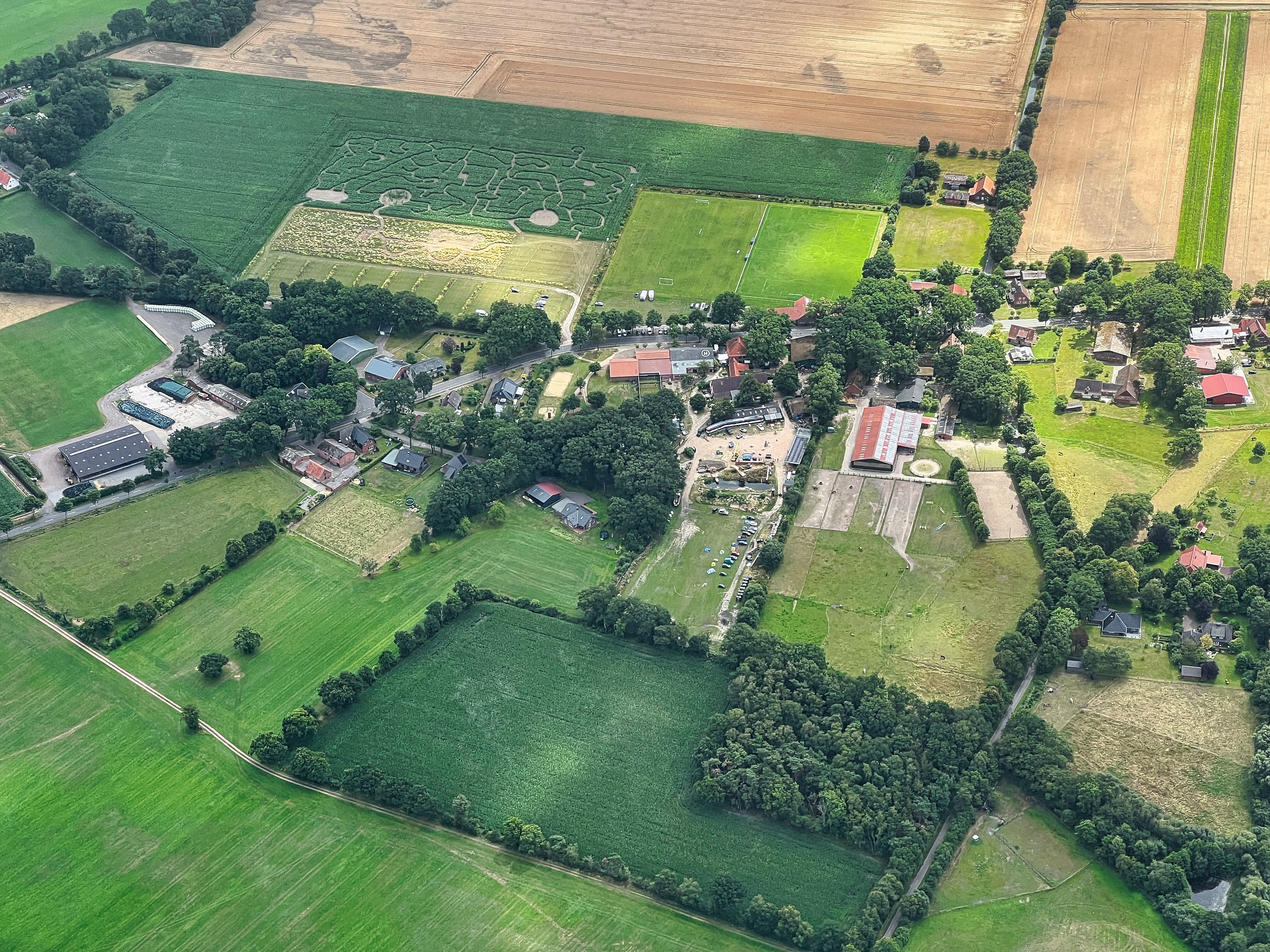
Luftbild von Rüspel mit Kliemannsland

Rüspel ist ein Ort im niedersächsischen Landkreis Rotenburg (Wümme). Er gehört seit 1974 zur Gemeinde Elsdorf.

## Beschreibung
Der Ort hat 248 Einwohner und ist 533 Hektar groß. Im Ort gibt es zwei landwirtschaftliche Vollerwerbs- und sechs Nebenerwerbsbetriebe.
In Rüspel befinden sich eine Schützenhalle, ein Feuerwehrhaus, eine Gymnastikhalle, ein Jugendhaus, das Café im Kliemannsland und eine Gastwirtschaft.
Der Mittelpunkt des Dorfes ist der Dorfpark.
Von 6. April 2016 bis 31. Juli 2020 wurde in Rüspel die Webserie Kliemannsland mit Fynn Kliemann für das Medienangebot Funk produziert, seither wird die Serie in Eigenregie weiterproduziert.
Der 1887 in Oberschlesien geborene Heimatforscher, Heimatdichter und Lehrer Georg Brinke wirkte seit 1908 in Rüspel. Er starb dort 1970 im Alter von 83 Jahren. Seine Bibliothek umfasste über 20.000 Bücher. Seine Arbeiten veröffentlichte er in Der Sonntag, der Deutschen Warte und im De Sood, ein Mitteilungsblatt des Heimatbundes Bremervörde. Ihm zu Ehren wurde der Georg-Brinke-Weg benannt.

## Vereine
- Schützenverein Rüspel/Volkensen
- Sportverein FC Rüspel/Weertzen
- Freiwillige Feuerwehr Rüspel

## Persönlichkeiten
- Gustav Viebrock (1929–2019), Unternehmer, geboren und aufgewachsen in Rüspel
- Christine Behrens (1934–2018), Vorsitzende des Heimatvereins Scheeßel, geboren und aufgewachsen in Rüspel